# Nejc Vidmar
Nejc Vidmar (Lubiana, 31 marzo 1989) è un calciatore sloveno, portiere svincolato.

## Palmarès

### Club

#### Competizioni nazionali
- Coppa di Slovenia: 4

Domžale: 2010-2011
Olimpia Lubiana: 2017-2018, 2018-2019, 2020-2021
- Supercoppa di Slovenia: 1

Domžale: 2011
- Campionato sloveno: 2

Olimpia Lubiana: 2015-2016, 2017-2018